# Potkanów
Potkanów (do 1 stycznia 2010 Podkanów) – dzielnica mieszkaniowo-przemysłowa Radomia, położona w jego południowo-zachodniej części, dawniej wieś. Na terenie dzielnicy znajduje się wiele zakładów przemysłowych. Jednym z większych zakładów jest Fabryka Łączników, założona w latach 50 XX w. Znajdują się tam również wojenne baraki, wieża ciśnień, zbudowana podczas II wojny światowej przez Niemców, obecnie już nie funkcjonująca. Na terenie dzielnicy ma powstać jeszcze kilka zakładów przemysłowych oraz jedno z największych w Polsce centrów przetwarzania informacji.
Dojazd do tej dzielnicy zapewniają linie 14, 17, 25.